# Vindiciae contra tyrannos
Het boek Vindiciae contra tyrannos uit 1579, geschreven in het Latijn, handelt over de verdediging van de vrijheid tegen tirannen. Het wordt beschouwd als een belangrijke stap in de protestantse visie op burgerlijke ongehoorzaamheid. Het wordt toegeschreven aan Philippe du Plessis-Mornay (1549-1623) en Hubert Languet (1518-1581), Franse hugenoten. De oorspronkelijke titel luidt "Vindiciae contra tyrannos, sive De principis in populum populique in principem legitima
potestate, Stephano Junio Bruto Celta auctore." 